# Vinger (Noorwegen)
Vinger  is een parochie en voormalige plaats in fylke Innlandet in het oosten van Noorwegen. Tot 1964 was het dorp een zelfstandige gemeente. In dat jaar werd het samen met Brandval bij de gemeente Kongsvinger gevoegd. Het is nu een wijk in het noorden van Kongsvinger.
Vinger ligt op de noordoever van de Glomma. Het dorp wordt al genoemd in de 13e eeuw. In het dorp staat dan een kerk gewijd aan Johannes de Doper. Die kerk wordt in de 17e eeuw gesloopt. De huidige kerk staat een stuk hoger en stamt uit 1697. In 1854-55 werd deze gerestaureerd waarbij de toren zijn ui-vormige spits kreeg.